# West Indies Cricket Team in Sri Lanka in der Saison 2001/02
Die Tour des West Indies Cricket Team nach Sri Lanka in der Saison 2001/02 fand vom 3. bis zum 29. November 2001 statt. Die internationale Cricket-Tour war Teil der internationalen Cricket-Saison 2001/02 und umfasste drei Test Matches. Sri Lanka gewann die Testserie 3-0.

## Vorgeschichte
Sri Lanka bestritt zuvor ein Drei-Nationen-Turnier, während es für die West Indies die erste Tour der Saison war. Das letzte Aufeinandertreffen der beiden Mannschaften auf einer Tour fand in der Saison 1996/97 in den West Indies statt. Nach den Terroranschlägen des 11. Septembers 2001 in den USA überprüften die West Indies ihr Tour-Programm, entschieden sich jedoch die Tour in Sri Lanka auszutragen. Nachdem in Sri Lanka Parlamentswahlen am 5. Dezember angesetzt wurden, musste der Tourplan um einige Tage angepasst werden. Sri Lanka versuchte bei der Ansetzung zu vermeiden, dass der zweite Test in Kandy ausgetragen wurde, da sie in vorangegangenen Touren jeweils nach einem Sieg im ersten test in Galle den zweiten in Kandy verloren. Die ursprüngliche Ansetzung sah daher Kandy auch als dritten Test-Ort vor, doch durch die Verschiebungen und einer Intervention der West Indies wurden die letzten zwei test-Standorte getauscht und Kandy war wieder Austragungsort des zweiten Tests.

## Stadien
Für die Tour wurden folgende Stadien als Austragungsorte vorgesehen und am 24. August 2001 bekanntgegeben.
| Stadion                      | Stadt   | Kapazität | Spiele  |
| ---------------------------- | ------- | --------- | ------- |
| Sinhalese Sports Club Ground | Colombo | 10.000    | 3. Test |
| Galle International Stadium  | Galle   | 35.000    | 1. Test |
| Asgiriya Stadium             | Kandy   | 10.300    | 2. Test |

## Kader
Die West Indies benannten ihren Kader am 14. Oktober 2001.
Sri Lanka benannte seinen Kader am 14. November 2001.
| Test | Test |
| Sri Lanka | West Indies |
| --- | --- |
| - Sanath Jayasuriya (K) - Russel Arnold - Marvan Atapattu - Niroshan Bandaratilleke - Dilhara Fernando - Mahela Jayawardene - Muttiah Muralitharan - Thilan Samaraweera - Kumar Sangakkara (wk) - Hashan Tillakaratne - Chaminda Vaas - Nuwan Zoysa | - Carl Hooper (K) - Marlon Black - Pedro Collins - Mervyn Dillon - Daren Ganga - Chris Gayle - Ridley Jacobs (wk) - Brian Lara - Neil McGarrell - Dinanath Ramnarine - Marlon Samuels - Ramnaresh Sarwan - Colin Stuart |

## Tour Matches
| 3. – 5. November Scorecard | Colombo | West Indians 334-7 (80) | – | Sri Lanka A |
|                            |         | Remis                   |   |             |

| 8. – 10. November Scorecard | Matara | Sri Lanka A 269 (109.1) | – | West Indians 241-2d (64) |
|                             |        | Remis                   |   |                          |

## Test Matches

### Erster Test in Galle
| 13. – 17. November Scorecard | Galle | West Indies 448 (141.4) & 144 (78.3) | – | Sri Lanka 590-9d (202.4) & 6-0 (0.4) |
|                              |       | Sri Lanka gewinnt mit 10 Wickets     |   |                                      |

### Zweiter Test in Kandy
| 21. – 25. November Scorecard | Kandy | Sri Lanka 288 (96.4) & 224-6d (67) | – | West Indies 191 (66.4) & 190 (83.5) |
|                              |       | Sri Lanka gewinnt mit 131 Runs     |   |                                     |

### Dritter Test in Colombo
| 29. November – 3. Dezember Scorecard | Colombo | West Indies 390 (113.2) & 262 (82) | – | Sri Lanka 627-9d (197) & 27-0 (5.3) |
|                                      |         | Sri Lanka gewinnt mit 10 Wickets   |   |                                     |

Der dritte Sieg bedeutete der erste Gewinn aller Test-Matches in einer Serie Sri Lankas überhaupt.

## Statistiken
Die folgenden Cricketstatistiken wurden bei dieser Tour erzielt.
| Tests                | Tests       | Tests   | Tests   | Tests   | Tests   | Tests   | Tests   | Tests   |
| Batting              | Batting     | Batting | Batting | Batting | Batting | Batting | Batting | Batting |
| Spieler              | Mannschaft  | Spiele  | Innings | Runs    | Average | HS      | 100s    | 50s     |
| -------------------- | ----------- | ------- | ------- | ------- | ------- | ------- | ------- | ------- |
| Brian Lara           | West Indies | 3       | 6       | 688     | 114,66  | 221     | 3       | 1       |
| Hashan Tillakaratne  | Sri Lanka   | 3       | 4       | 403     | 403,00  | 204*    | 2       | 1       |
| Ramnaresh Sarwan     | West Indies | 3       | 6       | 318     | 53,00   | 88      | 0       | 3       |
| Kumar Sangakkara     | Sri Lanka   | 3       | 4       | 255     | 63,75   | 140     | 1       | 1       |
| Mahela Jayawardene   | Sri Lanka   | 3       | 4       | 242     | 60,50   | 99      | 0       | 2       |
| Bowling              |             |         |         |         |         |         |         |         |
| Spieler              | Mannschaft  | Spiele  | Overs   | Wickets | Average | BBI     | 5W      | 10W     |
| Chaminda Vaas        | Sri Lanka   | 3       | 140.2   | 26      | 15,42   | 7/71    | 2       | 1       |
| Muttiah Muralitharan | Sri Lanka   | 3       | 217.4   | 24      | 22,33   | 6/81    | 3       | 2       |
| Dinanath Ramnarine   | West Indies | 3       | 116     | 10      | 35,60   | 4/66    | 0       | 0       |
| Mervyn Dillon        | West Indies | 3       | 139     | 9       | 42,11   | 3/55    | 0       | 0       |
| Pedro Collins        | West Indies | 2       | 87.3    | 7       | 43,00   | 4/78    | 0       | 0       |

## Player of the Series
Als Player of the Series wurden die folgenden Spieler ausgezeichnet.
| Serie | Player of the Series |
| ----- | -------------------- |
| Test  | Brian Lara           |

### Player of the Match
Als Player of the Match wurden die folgenden Spieler ausgezeichnet.
| Spiel   | Player of the Match      |
| ------- | ------------------------ |
| 1. Test | Muttiah Muralitharan     |
| 2. Test | Muttiah Muralitharan     |
| 3. Test | Brian Lara Chaminda Vaas |